# Мачхіндра (футбольний клуб)
Футбольний клуб «Мачхіндра» (неп. मछिन्द्र फुटबल क्लब) — професійний непальський футбольний клуб із центрального району Катманду Келтоле, який грає в A-дивізіоні Непалу.

## Історія
Футбольний клуб «Мачхіндра» був заснований у 1973 році. Із спонсорських причин клуб називався «Мачхіндра Бахал Клуб» у 2004 році, і «Мачхіндра Енерджайзер» у 2006 році. У 2004 році клуб піднявся до найвищого футбольного дивізіону Непалу. Команда була однією з перших команд у Непалі, яка запросила іноземного тренера, шведа Югана Каліна у 2013 році, заявививши, що він був найбільш кваліфікованим тренером в історії непальського футболу. Він привів команду до другого місця в лізі, та отримав похвалу за свою тактику гри.
Початок 2020-х років став для клубу найуспішнішим періодом з двома чемпіонствами поспіль. 5 квітня 2022 року «Мачхіндра» зіграв в матчі плей-оф кваліфікації Кубка АФК 2022 року проти команди «Блу Стар» зі Шрі-Ланки на стадіоні «Дасаратх Рангасала», проте програв з рахунком 1–2, та вибув з турніру.

## Титули і досягнення
- Чемпіон Непалу (2): 2019—2020, 2021—2022[12][13]